# Echinopepon minimus
Echinopepon minimus är en gurkväxtart som först beskrevs av S. Wats., och fick sitt nu gällande namn av S. Wats. Echinopepon minimus ingår i släktet Echinopepon och familjen gurkväxter. Utöver nominatformen finns också underarten E. m. peninsularis.